# Põltsamaa (rivier)
De Põltsamaa is een rivier in Estland. Hij stroomt door de gemeente Põltsamaa en het gelijknamige stadje. Het is de op drie na langste rivier in Estland - na de Emajõgi, de Pärnu en de Narva - en de enige die door vier provincies stroomt.